# 斯洛伐克共和國鐵路
斯洛伐克共和國鐵路，簡稱ŽSR，是斯洛伐克的國家鐵路公司，繼承自捷克斯洛伐克國家鐵路。1998年後，斯洛伐克鐵路事業開始民營化進程。2002年，鐵路客運業務和鐵路設施保養業務分離。由於斯洛伐克鐵路的客運業務已經民營化，現在斯洛伐克鐵路的主營業務是國有鐵路線的設施維護保養。
1. 1 2 3 4   [2019 Annual Report] (PDF) (报告). Bratislava, Slovakia: Railways of the Slovak Republic: 22, 25. 20 March 2020  [25 May 2020]. （原始内容存档 (PDF)于2021-12-16） （斯洛伐克语）.
2. 1 2 3 4   (PDF) (报告). Bratislava: Railways of the Slovak Republic: 41–42. 8 March 2019  [24 June 2019]. （原始内容存档 (PDF)于2021-12-16） （斯洛伐克语）.
3. 1 2 3 4   (PDF) (报告). Bratislava: Railways of the Slovak Republic: 15–17. 3 March 2017  [16 April 2017]. （原始内容存档 (PDF)于2021-12-16） （斯洛伐克语）.